# Арслан Ісраїл
Арслан Ісраїл (д/н—1032) — вождь огузького племені кінік з роду Сельджукідів. Боровся проти Караханідів та Газневідів. Відомий також як Арслан Ябгу.

## Життєпис
Син Сельджука, вождя огузів-кінік. При народженні отримав ім'я Арслан. Разом з батьком брав участь у військових походах на службі Саманідів протягом 990-х років. Прийняв іслам, змінивши ім'я на Ісраїл.
Після загибелі близько 1009 року брата Мікаїла очолив своє плем'я. Продовжив походи проти огузів-язичників і Караханідів. Відомо про декілька успішних походів до Мавераннахру.
1020 року допоміг караханіду Алі-тегіну захопити владу в Мавераннахрі, де той створив Бухарську державу. Арслан Ісраїл успішно протидіяв Юсуф, кадир-хану держави Караханідів, який намагався відвоювати ці землі. Фактично став співвправителем Алі-Тегіна. Прийняв титул ябгу, підкоривши значну частину огузів.
1025 році султан Махмуд Газневі на прохання Юсуф Кадира рушив проти Алі-Тегіна та Арслана, які зазнали поразки. Втік до Дженда, звідки збирався продовжити боротьбу. Втім був запрошений на перемовини до Махмуда Газневі, де Арслан разом з сином Кутулмишем був схоплений та відправлений до фортеці Калінджар в Індії. Тут він помер 1032 року. Його син Кутулмиш втік на батьківщину, а онук Сулейман став засновником Румського султанату.